# Murfatlar
Murfatlar (între 1924-1965 și 1980-2007 Basarabi) este un oraș în județul Constanța, Dobrogea, România, format din localitatea componentă Murfatlar (reședința), și din satul Siminoc. În anul 2021, Murfatlar avea o populație de 11.019 locuitori.

## Istoric
În urma săpăturilor arheologice s-au găsit urme de locuire datate înainte de anul 992 e.n.
Prima atestare documentară a localității cu numele de Murfatlar este din anul 1855, nume care se păstrează până în anul 1924, când, în urma disputelor politice dintre țărăniști și liberali, numele se schimbă în Basarabi. În anul 1965, localitatea revine la numele de Murfatlar, pentru ca în anul 1980, numele să se schimbe din nou în Basarabi.
Se spune că schimbarea se datorează rezonanței turcești a denumirii "Murfatlar" (în trad. "Al lui Murfat"). Conform unei anecdote, însuși Nicolae Ceaușescu ar fi ordonat schimbarea denumirii, pentru că pronunțarea numelui vechi îi prilejuia dificultăți.
Pe 26 iunie 2007, Camera Deputaților a adoptat legea de revenire la denumirea Murfatlar. Legea a fost adoptată de Senat la 4 decembrie 2007, promulgată de președintele României pe 20 decembrie 2007 și publicată în Monitorul Oficial pe 21 decembrie 2007.
Murfatlar este locul de naștere al fostului președinte al României, Traian Băsescu.

### Edificii culturale de interes național
- În apropierea orașului se află Complexul rupestru Basarabi-Murfatlar, cu prima biserică de pe teritoriul României. Ansamblul monastic rupestru cuprinde biserici, încăperi, galerii etc.

## Demografie
Componența etnică a orașului Murfatlar
     Români (79,94%)
     Tătari (4,98%)
     Romi (2,62%)
     Alte etnii (0,8%)
     Necunoscută (11,66%)
Componența confesională a orașului Murfatlar
     Ortodocși (79,1%)
     Musulmani (5,85%)
     Penticostali (1,57%)
     Alte religii (1,2%)
     Necunoscută (12,28%)
Conform recensământului efectuat în 2021, populația orașului Murfatlar se ridică la 9.173 de locuitori, în scădere față de recensământul anterior din 2011, când fuseseră înregistrați 10.216 locuitori. Majoritatea locuitorilor sunt români (79,94%), cu minorități de tătari (4,98%) și romi (2,62%), iar pentru 11,66% nu se cunoaște apartenența etnică. Din punct de vedere confesional, majoritatea locuitorilor sunt ortodocși (79,1%), cu minorități de musulmani (5,85%) și penticostali (1,57%), iar pentru 12,28% nu se cunoaște apartenența confesională.

## Politică și administrație
Orașul Murfatlar este administrat de un primar și un consiliu local compus din 17 consilieri. Primarul, Gheorghe Cojocaru[*], de la Partidul Național Liberal, este în funcție din octombrie 2020. Începând cu alegerile locale din 2024, consiliul local are următoarea componență pe partide politice:
|  | Partid                          | Consilieri | Componența Consiliului | Componența Consiliului | Componența Consiliului | Componența Consiliului | Componența Consiliului | Componența Consiliului | Componența Consiliului | Componența Consiliului | Componența Consiliului | Componența Consiliului | Componența Consiliului | Componența Consiliului | Componența Consiliului |
|  | ------------------------------- | ---------- | ---------------------- | ---------------------- | ---------------------- | ---------------------- | ---------------------- | ---------------------- | ---------------------- | ---------------------- | ---------------------- | ---------------------- | ---------------------- | ---------------------- | ---------------------- |
|  | Partidul Național Liberal       | 13         |                        |                        |                        |                        |                        |                        |                        |                        |                        |                        |                        |                        |                        |
|  | Partidul Social Democrat        | 3          |                        |                        |                        |                        |                        |                        |                        |                        |                        |                        |                        |                        |                        |
|  | Alianța pentru Unirea Românilor | 1          |                        |                        |                        |                        |                        |                        |                        |                        |                        |                        |                        |                        |                        |

### Evoluție istorică
În anul 1930 localitatea număra 1.502 locuitori, dintre care 936 români, 268 turci, 96 tătari, 59 germani, 44 țigani, 27 armeni, 24 greci ș.a. Sub aspect confesional populația era alcătuită din 1.047 ortodocși, 371 mahomedani, 47 luterani, 19 armeano-gregorieni, 13 romano-catolici ș.a. În sat au locuit și germani dobrogeni, de religie evanghelică.
|  | Graficele sunt indisponibile din cauza unor probleme tehnice. Mai multe informații se găsesc la Phabricator și la wiki-ul MediaWiki. |

Date: Recensăminte sau birourile de statistică - grafică realizată de Wikipedia

## Personalități născute aici
- Traian Băsescu (n. 1951), om politic, președinte al României în perioada 2004 - 2014.